# Norman Lane
Norman Douglas Lane (Toronto, 6 de noviembre de 1919-Hamilton, 6 de agosto de 2014) fue un deportista canadiense que compitió en piragüismo en la modalidad de aguas tranquilas.

## Biografía
Participó en los Juegos Olímpicos de Londres 1948 cuando contaba con 28 años de edad. Tras hacer un tiempo de 1:04:35 consiguió ganar la medalla de bronce en la modalidad de C1 10 000 m, quedando la plata con un tiempo de 1:02:40. Cuatro años después volvió a participar en unos Juegos Olímpicos en la misma modalidad, esta vez en los de Helsinki 1952. Sin embargo no llegó a conseguir medalla tras quedar en quinta posición.
Falleció el 6 de agosto de 2014 en Hamilton a los 94 años de edad.

## Palmarés internacional
| Juegos Olímpicos | Juegos Olímpicos      | Juegos Olímpicos  | Juegos Olímpicos |
| Año              | Lugar                 | Medalla           | Evento           |
| ---------------- | --------------------- | ----------------- | ---------------- |
| 1948             | Londres (Reino Unido) | Medalla de bronce | C1 10 000 m      |